# Citania de Santa Luzia

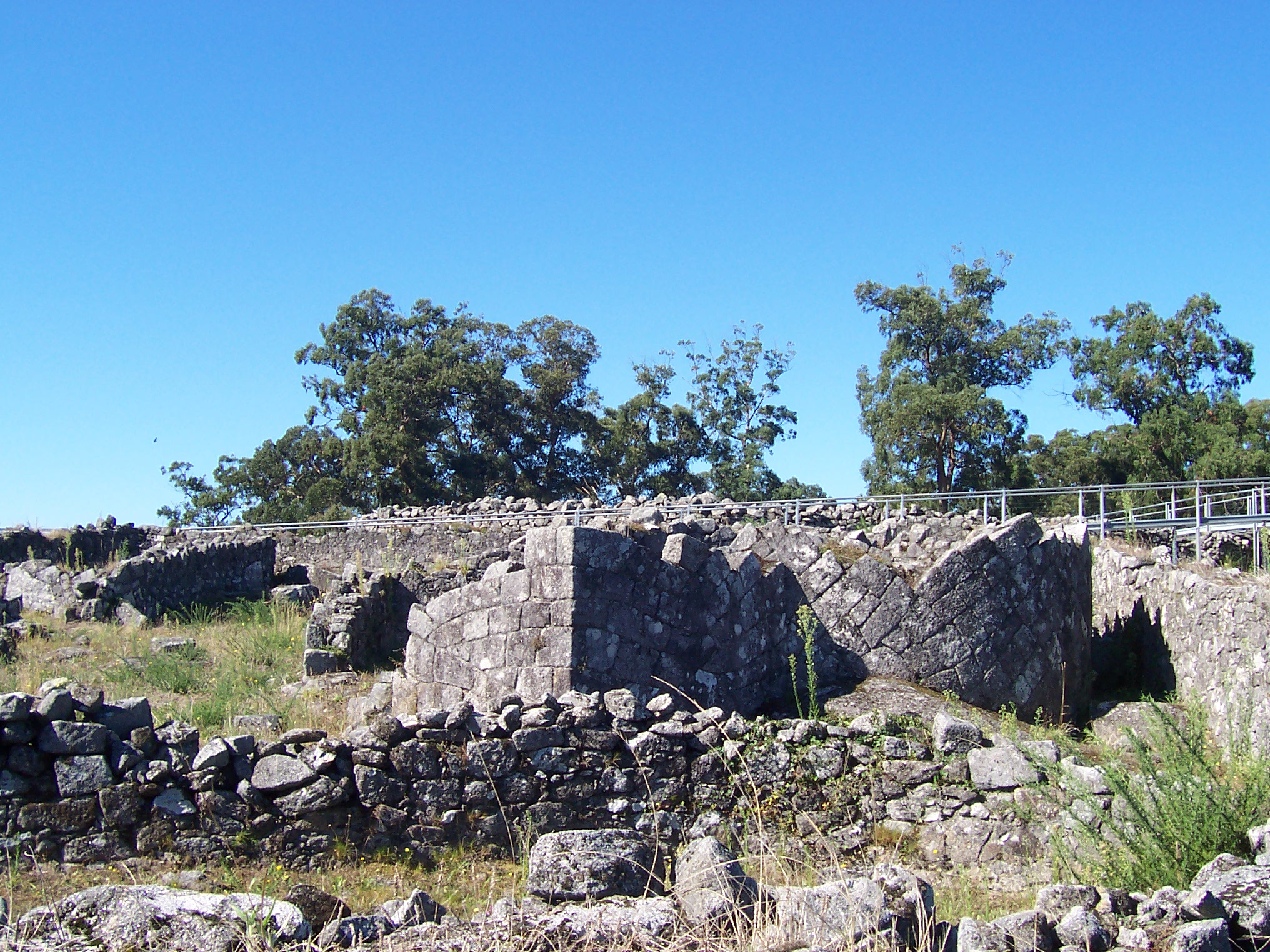

La citania o castro de Santa Luzia (en portugués, Citânia de Santa Luzia) es un yacimiento arqueológico portugués, situado junto a la ciudad de Viana do Castelo, en la región norte de Portugal, y emplazado sobre el Monte de Santa Luzia, que alberga asimismo el Santuario de Santa Luzia. Constituye un notable ejemplo de poblado fortificado del noroeste peninsular.

## Descripción
La citania de Santa Luzia es un poblado fortificado de tipo protourbano, habitado ininterrumpidamente entre la Edad del Hierro y la Romanización. Posición estratégica privilegiada, permitía dominar el estuario y la desembocadura del río Limia y, al mismo tiempo, la costa del Atlántico. Las ruinas, conocidas también por el nombre de "ciudad vieja de Santa Luzia" (en portugués, cidade velha de Santa Luzia), se conocen al menos desde el siglo XVII. Las primeras excavaciones datan de 1876, pero el conjunto arqueológico actualmente visible se debe a los trabajos realizados en 1902 por Albano Belino. Del área del castro se conserva solamente una tercera parte de la superficie original, habiendo desaparecido el resto como resultado de la construcción del contiguo Hotel de Santa Luzia y de las carreteras de acceso.
Las habitaciones se encuentran agrupadas en barrios o manzanas, delimitadas por muros y caminos de circulación definidos, algunos de ellos enlosados. Las construcciones son de planta circular o rectangular, orientadas generalmente hacia el suroeste-sureste, conforme a la inclinación del terreno. Las habitaciones por lo general tienen suelo natural. Se detectan chimeneas en algunas de ellas y hasta hornos de pan en distintos lugares. Al igual que en otros poblados fortificados de la Edad del Hierro como Citania de Briteiros o la Cividade de Âncora, el elemento defensivo goza de gran importancia. Santa Luzia poseía tres líneas de murallas con camino de ronda, torreones y dos fosos para defender la población. Actualmente se conserva únicamente una parte de la muralla interior, un tramo de ochenta metros en el lado norte. La distribución del poblado señala una intensa implantación tanto de las actividades agropecuarias como de la explotación de los recursos marítimos y fluviales.
Al igual que ocurre en muchos otros castros de la misma área geográfica, en Santa Luzia existen vestigios de la presencia romana, principalmente en la estructura de algunas viviendas de planta rectangular, el surgimiento de nuevos barrios y el trazado de calles perpendiculares que establecían una nueva ordenación espacial del poblado. Se han encontrado también objetos de cerámica y orfebrería, así como una moneda de plata con la efigie del emperador Augusto, que testimonian la influencia romana en la última etapa de ocupación del castro.